# Čajlane
Čajlane (makedonska: Чајлане) är en ort i Nordmakedonien. Den ligger i kommunen Saraj, i den centrala delen av landet, 15 kilometer väster om huvudstaden Skopjes centrum. Čajlane ligger 498 meter över havet och antalet invånare är 510.